# Maximiliano Richeze
Maximiliano Ariel Richeze (Bella Vista, 7 de marzo de 1983) es un exciclista argentino.
Proveniente de una familia enteramente ligada al ciclismo, es el segundo de 4 hermanos ciclistas (Roberto, Maximiliano, Mauro y Adrián), hijos de otro ciclista argentino de las décadas de 1970 y 1980, Omar Richeze.
Obtuvo el Premio Konex - Diploma al Mérito en 2010 y 2020 como uno de los cinco mejores ciclistas de cada década en Argentina.

## Biografía
Destacado desde juvenil como velocista, en 2005 se consagró campeón panamericano de ruta sub-23 en Mar del Plata y llegó a Italia a competir por el equipo amateur Team Parolin-Sorelle Ramonda donde ganó el Circuito del Porto.

### 2006
Estos resultados le sirvieron para pasar al profesionalismo en las filas del Ceramica Panaria-Navigare en la temporada 2006. En febrero obtuvo su primera victoria como profesional al ganar la 1º etapa del Tour de Langkawi y fue seleccionado por el equipo para participar del Giro de Italia, siendo el primer ciclista argentino que corre en una de las Grandes Vueltas del ciclismo mundial.

### 2007
Para el año 2007, renovó contrato con el equipo y obtuvo mejores resultados. Volvió a ganar una etapa del Tour de Langkawi, una del Giro del Trentino y una del Tour de Luxemburgo. Esa temporada volvió a participar del Giro de Italia y culminó 2.º en dos etapas (la 18.ª y la 21.ª) detrás de Alessandro Petacchi. Un año después fue declarado vencedor de esas etapas del Giro, al ser sancionado Petacchi por dopaje y anulados esos resultados obtenidos por el italiano.

### 2008
En 2008 el equipo cambió de patrocinador y pasó a llamarse CSF Group-Navigare y Richeze continuó en el equipo. Ganó una etapa del Tour de San Luis defendiendo a la Selección Argentina y ganó 1 etapa del Circuito de la Sarthe y 2 del Tour de Turquía, una de ellas en la misma situación del Giro de Italia 2007, había sido 2º detrás de Alessandro Petacchi.
Para el Giro 2008 Richeze estaba en la nómina del equipo, pero el 9 de mayo, día anterior a la partida se confirmó que había dado positivo por estanozolol en su victoria del 11 de abril en el Circuito de la Sarthe, con lo cual fue retirado del equipo inmediatamente y sancionado por la Federación Argentina. En junio, Richeze apeló el fallo y el 12 de agosto fue absuelto por la Federación Argentina y pudo volver a correr al comprobarse que aminoácidos naturales que él consumía, habían sido contaminados. Pero su caso continuó en investigación y finalmente fue suspendido por 2 años culminando su sanción el 9 de mayo de 2010.

### 2011
Volvió en 2011 con el equipo ítalo-japonés D'Angelo & Antenucci-Nippo de categoría Continental donde gana el prólogo del Tour de Kumano en Japón y 3 etapas del Tour de Eslovaquia.

### 2012
En 2012 continuó perteneciendo a la plantilla del equipo, denominado Team Nippo tras el alejamiento de D'Angelo & Antenucci como patrocinador. En marzo se consagró campeón panamericano de ciclismo en los campeonatos disputados en Mar del Plata.
Tras una temporada con más de diez victorias y siendo segundo en el UCI America Tour y 9.º en el UCI Asia Tour, fue fichado para 2013 por el equipo ProTour Lampre-Merida.

### 2015
Obtuvo la medalla de plata en los Juegos Panamericanos en persecución por equipos.

### 2019
Obtuvo la medalla de oro en el Campeonato Argentino de Ruta, disputado en las Termas de Río Hondo, Provincia de Santiago del Estero, el 28 de abril. Logró la medalla de oro en los Juegos Panamericanos en la modalidad ruta.
En diciembre de 2021 se quedó sin equipo tras finalizar su contrato con el UAE Team Emirates, pero regresó a mediados de enero firmando hasta el Giro de Italia 2022, momento en el que pondría fin a su carrera deportiva. Finalmente decidió alargarla unos meses más y se acabó retirando tras la Vuelta a San Juan 2023.

## Palmarés

### Ruta
| 2003 - 1 etapa de la Doble Bragado 2004 - 1 etapa de la Doble Bragado - 1 etapa de la Vuelta por un Chile Líder 2005 - Circuito de Porto-Trofeo Averdi - 1 etapa del Giro del Veneto - 2 etapas de la Doble Bragado - 1 etapa de la Vuelta a San Juan 2006 - 1 etapa del Tour de Langkawi 2007 - 1 etapa de la Vuelta a San Juan - 1 etapa del Tour de Langkawi - 1 etapa del Giro del Trentino - 1 etapa del Tour de Luxemburgo - 2 etapas del Giro de Italia 2008 - 1 etapa Tour de San Luis - 1 etapa del Circuito de la Sarthe - 2 etapas del Tour de Turquía | 2011 - 1 etapa del Tour de Kumano - 3 etapas del Tour de Eslovaquia 2012 - Campeonato Panamericano en Ruta - 1 etapa del Tour de Japón - 1 etapa del Tour de Kumano - 3 etapas de la Vuelta a Serbia - 4 etapas de la Vuelta a Venezuela - Tour de Hokkaido, más 2 etapas - 2.º en el UCI America Tour 2016 - 1 etapa de la Vuelta a Suiza 2017 - 2 etapas de la Vuelta a San Juan 2018 - 1 etapa de la Vuelta a San Juan - 2.º en el Campeonato Panamericano en Ruta - 1 etapa del Tour de Turquía 2019 - Campeonato de Argentina en Ruta - Juegos Panamericanos |

### Pista
2015
- Juegos Panamericanos
  -  Medalla de plata en persecución por equipos

## Resultados en Grandes Vueltas y Campeonatos del Mundo
| Carrera         | Carrera         | 2006  | 2007 | 2008 | 2009 | 2010 | 2011  | 2012 | 2013  | 2014  | 2015  | 2016  | 2017  | 2018  | 2019  | 2020 | 2021  | 2022  |
| --------------- | --------------- | ----- | ---- | ---- | ---- | ---- | ----- | ---- | ----- | ----- | ----- | ----- | ----- | ----- | ----- | ---- | ----- | ----- |
|                 | Giro de Italia  | 138.º | 92.º | —    | —    | —    | —     | —    | —     | —     | 127.º | —     | 148.º | —     | —     | Ab.  | 137.º | 142.º |
|                 | Tour de Francia | —     | —    | —    | —    | —    | —     | —    | —     | Ab.   | —     | 144.º | —     | 135.º | 149.º | —    | —     | —     |
|                 | Vuelta a España | —     | —    | —    | —    | —    | —     | —    | 141.º | 138.º | 152.º | —     | —     | —     | 148.º | —    | —     | —     |
| Mundial en Ruta | Mundial en Ruta | —     | Ab.  | —    | —    | —    | 136.º | Ab.  | —     | Ab.   | 65.º  | 28.º  | 131.º | —     | —     | —    | —     | —     |

—: no participa

Ab.: abandono

## Equipos
- Ceramica Panaria-Navigare (2006-2009)
  - Ceramica Panaria-Navigare (2006-2007)
  - CSF Group-Navigare (2008-2009 hasta el 31/8)
- D'Angelo & Antenucci/Nippo (2011-2012)
  - D'Angelo & Antenucci-Nippo (2011)
  - Team Nippo (2012)
- Lampre-Mérida (2013-2015)
- Quick Step (2016-2019)
  - Etixx-Quick Step (2016)
  - Quick-Step Floors (2017-2018)
  - Deceuninck-Quick Step (2019)
- UAE Team Emirates[14] (2020-2022)

## Premios
- Olimpia de plata (2019)[15]